# San Bartolomé Hueyapan
San Bartolomé Hueyapan är en ort i Mexiko.   Den ligger i kommunen Tepeaca och delstaten Puebla, i den sydöstra delen av landet, 130 km öster om huvudstaden Mexico City. San Bartolomé Hueyapan ligger 2 285 meter över havet och antalet invånare är 1 869.
Terrängen runt San Bartolomé Hueyapan är varierad, och sluttar söderut. Runt San Bartolomé Hueyapan är det ganska tätbefolkat, med 120 invånare per kvadratkilometer. Närmaste större samhälle är Amozoc de Mota, 12,2 km väster om San Bartolomé Hueyapan. Omgivningarna runt San Bartolomé Hueyapan är en mosaik av jordbruksmark och naturlig växtlighet.